# Arroyo Guaviyú (Paysandú)
El arroyo Guaviyú  es un curso de agua uruguayo, ubicado en el departamento de Paysandú, perteneciente a la cuenca hidrográfica del río Uruguay. 
Nace cerca de la cuchilla de Haedo y discurre con rumbo oeste hasta desembocar en el río Uruguay al norte de la ciudad de Paysandú. En sus márgenes se encuentran las Termas del Guaviyú.
- Datos: Q703213